# Sphenocratus tarbagataica
Sphenocratus tarbagataica är en insektsart som beskrevs av Alexander Fyodorovich Emeljanov 1972. Sphenocratus tarbagataica ingår i släktet Sphenocratus och familjen Dictyopharidae. Inga underarter finns listade i Catalogue of Life.